# Munda

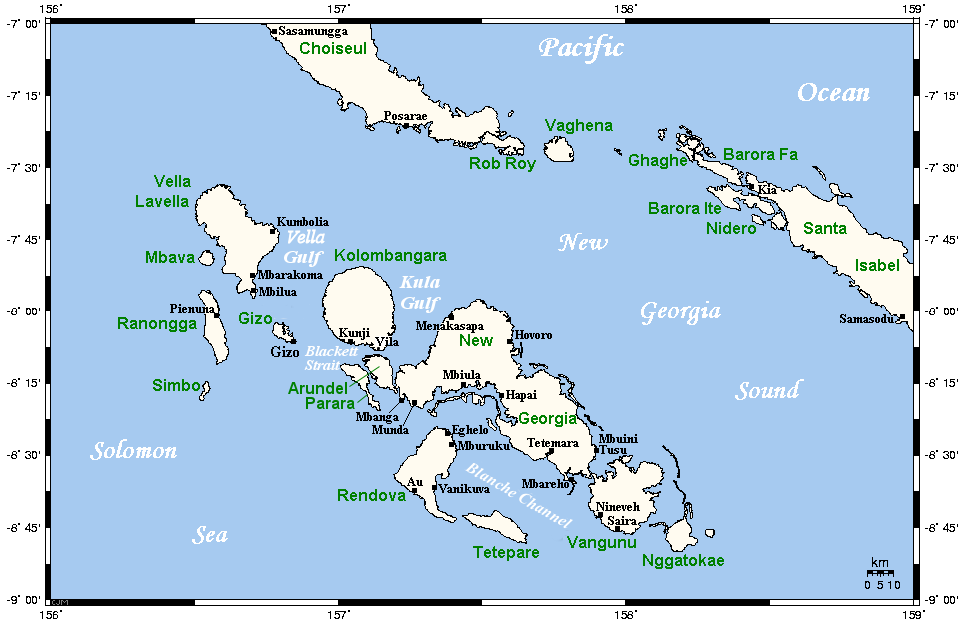
Localização de Munda na Nova Geórgia

Munda é a maior localidade na ilha da Nova Geórgia, na Província Ocidental das Ilhas Salomão, e consiste num aglomerado de aldeias. Fica na parte sudoeste (Munda Point) da parte ocidental de Nova Geórgia, com a grande lagoa Roviana ao largo.